# Han Huandi
Han Huandi, född 132, död 168 e.Kr, var en kinesisk monark. Han var kejsare av Handynastin 146 - 168 e.Kr.